# Phenix (Virginia)
Phenix es un pueblo situado en el condado de Charlotte, Virginia  (Estados Unidos). Según el censo de 2010 tenía una población de 226 habitantes.

## Demografía
Según el censo del 2000, Phenix tenía 200 habitantes, 78 viviendas, y 62 familias. La densidad de población era de 67,1 habitantes por km².
De las 78 viviendas en un 25,6%  vivían niños de menos de 18 años, en un 66,7%  vivían parejas casadas, en un 11,5% mujeres solteras, y en un 20,5% no eran unidades familiares. En el 19,2% de las viviendas  vivían personas solas el 11,5% de las cuales correspondía a personas de 65 años o más que vivían solas. El número medio de personas viviendo en cada vivienda era de 2,56 y el número medio de personas que vivían en cada familia era de 2,89.
Por edades la población se repartía de la siguiente manera: un 18,5% tenía menos de 18 años, un 10,5% entre 18 y 24, un 22% entre 25 y 44, un 25,5% de 45 a 60 y un 23,5% 65 años o más.
La edad media era de 44 años.  Por cada 100 mujeres de 18 o más años  había 85,2 hombres.
La renta media por vivienda era de 30.000$ y la renta media por familia de 34.583$. Los hombres tenían una renta media de 40.938$ mientras que las mujeres 14.063$. La renta per cápita de la población era de 18.572$. En torno al 9,8% de las familias y el 7,5% de la población estaban por debajo del umbral de pobreza.

## Localidades adyacentes
El siguiente diagrama muestra a las localidades más próximas a Phenix.